# Larisa (Mísia)
Larisa (grec antic: Λάρισα) era una ciutat de la Tròade, a Mísia, a uns 70 estadis al sud d'Alexandria de la Tròade i al nord d'Hamàxit.
Alguns autors han suposat que és la Larisa que esmenta Homer al Catàleg dels troians de la Ilíada, però Estrabó contradiu aquesta opinió perquè no era prou lluny de Troia.
Parlen de la ciutat també Tucídides i Xenofont. Ateneu de Nàucratis diu que a Larisa hi havia unes fonts d'aigües termals, que encara existeixen vora Alexandria Troas.